# موندلين (إلينوي)
موندلين (بالإنجليزية: Mundelein, Illinois)‏ هي منطقة سكنية تقع في الولايات المتحدة في مقاطعة ليك، إلينوي. يقدر عدد سكانها بـ 31,064 نسمة .

## أعلام
- تشارلي كامبل
- بريان مينور
- جوني مكارثي